# Дорис-ду-Турву
Дорис-ду-Турву (порт. Dores do Turvo) — муниципалитет в Бразилии, входит в штат Минас-Жерайс. Составная часть мезорегиона Зона-да-Мата. Входит в экономико-статистический микрорегион Уба. Население составляет 4619 человек на 2006 год. Занимает площадь 231,285 км². Плотность населения — 20,0 чел./км².

## История
Город основан 1 января 1954 года.

## Статистика
- Валовой внутренний продукт на 2003 год составляет 13 950 062,00 реала (данные: Бразильский институт географии и статистики).
- Валовой внутренний продукт на душу населения на 2003 год составляет 2967,47 реала (данные: Бразильский институт географии и статистики).
- Индекс развития человеческого потенциала на 2000 год составляет 0,711 (данные: Программа развития ООН).

## География
Климат местности: горный тропический.